# Liste der Naturdenkmale in Eislingen/Fils
| Naturdenkmale | Anzahl |
| ------------- | ------ |
| FND           | 6      |
| END           | 2      |
| Gesamt        | 8      |

Die Liste der Naturdenkmale in Eislingen/Fils nennt die verordneten Naturdenkmale (ND) der im baden-württembergischen Landkreis Göppingen liegenden Gemeinde Eislingen/Fils. In Eislingen/Fils gibt es insgesamt acht als Naturdenkmal geschützte Objekte, davon sechs flächenhafte Naturdenkmale (FND) und zwei Einzelgebilde-Naturdenkmale (END).
Stand: 31. Oktober 2016.

## Flächenhafte Naturdenkmale (FND)
| Name                                      | Bild | Kennung     | Einzelheiten   | Position | Fläche Hektar | Datum         |
| ----------------------------------------- | ---- | ----------- | -------------- | -------- | ------------- | ------------- |
| Bachklinge Frauenholz                     | BW   | 81170190004 | Eislingen/Fils | ⊙        | 0,7           | 3. Feb. 1998  |
| Bachlauf Rot                              | BW   | 81170190005 | Eislingen/Fils | ⊙        | 0,9           | 3. Feb. 1998  |
| Erlenbruchwald u. Feuchtgebiet Flachsbett | BW   | 81170190003 | Eislingen/Fils | ⊙        | 1,1           | 3. Feb. 1998  |
| Pflanzenstandort Streichenbach            |      | 81170190002 | Eislingen/Fils | ⊙        | 0,1           | 22. Okt. 1984 |
| Solitude                                  | BW   | 81170190007 | Eislingen/Fils | ⊙        | 0,7           | 3. Feb. 1998  |
| Steinenbach                               | BW   | 81170190008 | Eislingen/Fils | ⊙        | 3,2           | 3. Feb. 1998  |
| Legende für Naturdenkmal                  |      |             |                |          |               |               |

## Einzelgebilde (END)
| Name                              | Bild | Kennung     | Einzelheiten   | Position | Fläche Hektar | Datum        |
| --------------------------------- | ---- | ----------- | -------------- | -------- | ------------- | ------------ |
| Lindengruppe Raichhecke (3 Bäume) |      | 81170190009 | Eislingen/Fils | ⊙        | 0,0           | 3. Feb. 1998 |
| Stumpfenhof-Linde                 | BW   | 81170190006 | Eislingen/Fils | ⊙        | 0,0           | 3. Feb. 1998 |
| Legende für Naturdenkmal          |      |             |                |          |               |              |